# كاريل أبراهام
كاريل أبراهام (بالتشيكية: Karel Abraham)‏ مواليد 2 يناير 1990 في برنو، تشيكوسلوفاكيا، هو متسابق دراجات نارية تشيكي. نافس في سباقات بطولة العالم لفئة 250 سي سي ولفئة 125 سي سي ولفئة 50 سي سي. كما شارك في بطولة العالم للموتو جي بي.

## وصلات خارجية
- كاريل أبراهام على موقع MotoGP.com (الإنجليزية)
- كاريل أبراهام على موقع WorldSBK.com (الإنجليزية)
- كاريل أبراهام على موقع AS.com (الإسبانية)

- الموقع الرسمي